# مقاطعة غرينبريه (فرجينيا الغربية)
مقاطعة غرينبريه هي مقاطعة في فيرجينيا الغربية، في الولايات المتحدة، بلغ عدد سكانها 35,480  نسمة وذلك حسب إحصائيات سنة 2010، عاصمتها لويسبرغ، فيرجينيا الغربية، تبلغ مساحتها 2,653 كيلومتر مربع.

## الموقع
تشترك في الحدود مع:
- مقاطعة وستر (فرجينيا الغربية)
- مقاطعة فاييت (فرجينيا الغربية)
- مقاطعة نيكولاس (فرجينيا الغربية)
- مقاطعة بوكاهونتاس (فرجينيا الغربية)
- مقاطعة أليغاني
- مقاطعة مونرو (فرجينيا الغربية)
- مقاطعة باث
- مقاطعة سومرز (فرجينيا الغربية).

## أعلام
- ويليام كرايغ
- هنري أم. ماثيوز
- روس إتش. سبنسر
- جيمس هوبير برايس
- ميلتون دبليو همفريز